# Liolaemidae
Liolaemidae је фамилија гуштера налик игуанама.Традиционално се као потфамилија Liolaeminae укључују у Iguanidae, коју новији аутори радије посматрају у ограниченијем, ужем смислу.  
Припадници ове фамилије су обично биљоједи, са преференцијом ка исхрани воћем. Услед овако специфичне исхране, имају дуже танко црево у поређењу са другим сличним омниворним и инсективорним гуштерима . 
Фамилија Liolaemidae обухвата три рода са преко 230 врста: 
- Ctenoblepharys
- Liolaemus
- Phymaturus